# Іркаб-Даму

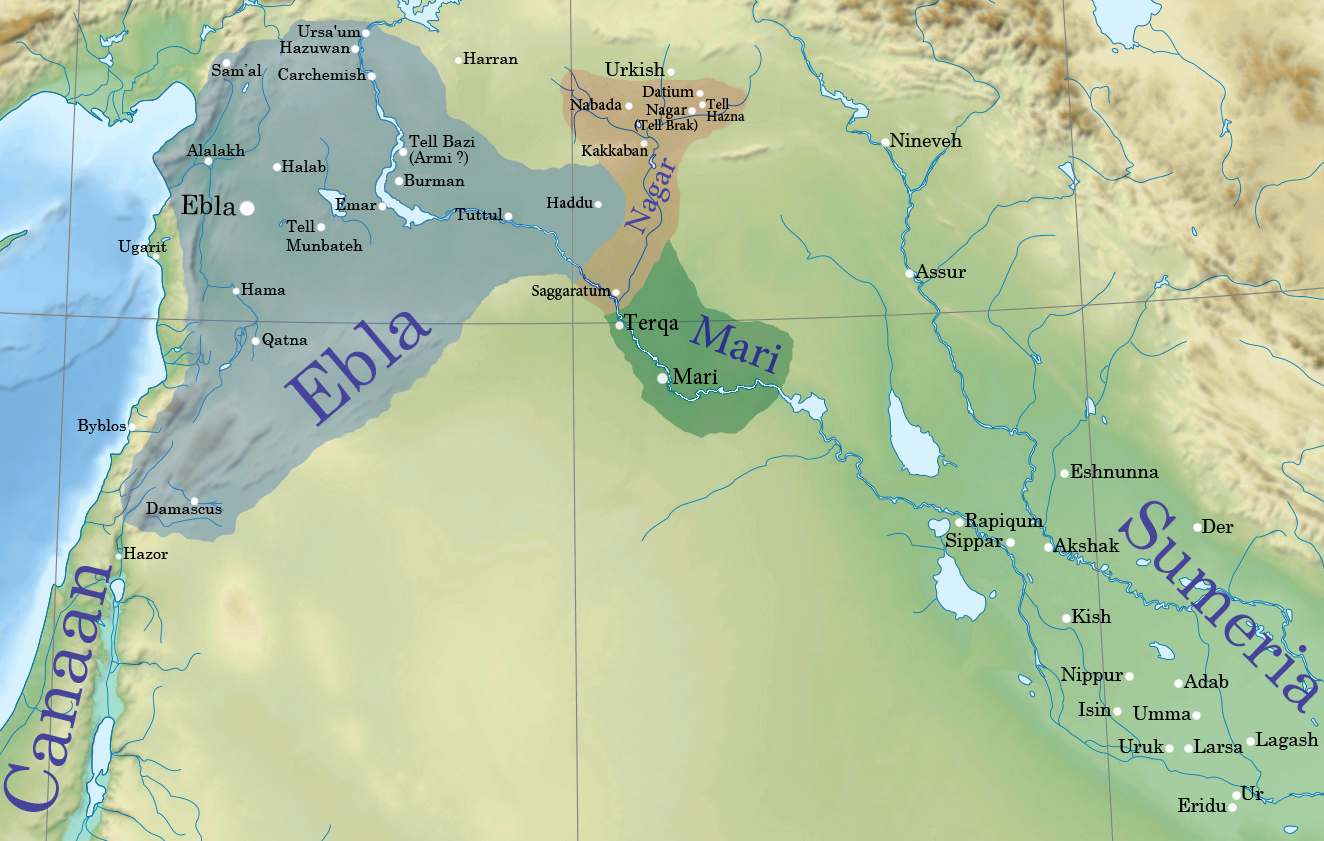
Ебла часів Іркаб-Даму

Іркаб-Даму (*д/н — 2340 до н. е. або 2245 до н. е.) — малікум (цар-жрець) Ебли в 2352—2340 роках до н. е. (за іншою хронологією панував в 2252—2245 роках до н. е.). На його панування припадає значне розширення держави.

## Життєпис
Син малікума Іґріш-Халапа і цариці Кешдут. Першим завданням після сходження на трон стало залагодження стосунків з державою Марі. Ймовірно володареві останнього Енна-Дагану сплатив данину з метою виграти час. За цим уклав договір з державою Абарсал (Уркіш), що розташовувалося вздовж течії річки Евфрат східніше за Еблу. Ця угода вважається першим записаним міждержавним договором. В подальшому уклав союзи з містами-державами Харан, Лумнан, Бурман і Асу, які закріпив шлюбами представниць Еблаїтської династії та тамтешніми царями.
В подальшому поновив війну проти Марі, які задав жорсткої поразки, уклавши новий мир, що розширив володіння Ебли та звільнив від сплати будь-якої данини. За цим відновив зверхність над містами-державами, що раніше відпали: Дімашку, Катна, Хама, Каркемиш і Сам'ал. В союзі з сусідами здійснив успішну кампанію проти держави Нагар, захопивши його столицю Нагар (сучасне Тель-Брак).
Іркаб-Даму з метою покращення управління провів адміністративно-територіальну реформу. Частину володінь поділили на провінції, де розташовувалися намісники з загонами. Також існувала група залежних міст, які сплачували данину і надавали війська.
У внутрішній політиці лугаль саза (візир) Аррукум(можливо походив з царського роду Абарсалу) набув значної ваги, обіймав посаду протягом 5 років. Син останнього Рузі-Малік оженився зі старшою донькою малікума — Іті-Мут. В останні роки лугаль саза став Ібріум.
В подальшому в сфері його впливу опинилися усі держави, окрім Абарсала, які раніше були пов'язані угодами з еблаїтським володарем. Панував за різними відомостями 7 або 11 років. Йому спадкував син Ішар-Даму.